# S33-trein Antwerpen-Centraal - Mol
De S33-trein Antwerpen-Centraal-Mol is een lokale stoptrein die rijdt op spoorlijn 15 en de stad Antwerpen verbindt met de Kempen. Deze trein stopt in de stations van Antwerpen-Centraal, Antwerpen-Berchem, Mortsel, Boechout, Lier, Kessel, Nijlen, Bouwel, Wolfstee, Herentals, Olen, Geel en Mol.
De trein heeft als hoofdtaak de mensen van de kleinere stations van de Kempen dagelijks (op weekdagen) van en naar hun werk te brengen in Antwerpen. Ondanks de kleine stations zorgen deze gemeenten wel voor een aanzienlijk aantal reizigers. Tijdens het weekend rijdt deze trein niet.

## Geschiedenis
Deze trein werd tijdens de jaren 2000 ingevoerd als aanvulling voor de InterRegio (IR) van Antwerpen-Centraal naar Neerpelt of Hasselt. Tot juni 2009 volgde de trein het oorspronkelijke traject maar daarna werd de dienst opgesplitst in twee aparte treinen die tussen Mol en Herentals enerzijds en tussen Herentals en Antwerpen-Centraal anderzijds reden. Dit leidde tot een noodzakelijke overstap in Herentals om de verbinding tussen de twee te maken. Sinds 11 maart 2013 zijn beiden treinen weer samengevoegd zodat een overstap niet meer nodig is. Tot 2018 ging deze treinverbinding door onder de naam L-trein. Sinds 2018 is deze trein opgenomen in het voorstadsnet van Antwerpen, waardoor deze de benaming S-trein kreeg.

## Praktische zaken
Aangezien tussen Herentals en Mol de spoorlijn niet was voorzien van een bovenleiding werd op deze rit gebruikgemaakt van dieseltreinen. Het betreft het type MW41 die sinds 2001 werd ingevoerd op deze lijn. In elk station wordt het stop-en-go principe gehanteerd: de treinen stoppen, laden en lossen passagiers, en gaan dan meteen weer op pad. Tot december 2014 was Herentals een uitzondering. Hier hield de trein elf minuten halt om voorrang te verlenen aan de IR-trein Turnhout-Antwerpen. Sinds december 2015 neemt het volledige traject Mol - Antwerpen-Centraal 62 minuten in beslag. In de richting van Antwerpen vertrekt de trein in Mol gewoonlijk om 37 minuten na het uur (de vroegste om 5u37, de laatste om 20u37). In de andere richting is het vertrek in Antwerpen-Centraal voorzien om 23 minuten na het uur (de vroegste om 6u23, de laatste om 21u23). Sinds 13 december 2015 wordt deze dienst gereden door de Desiro ML-treinstellen